# Centre d'information et de documentation sur l'OTAN (Moldavie)

Siège du centre à Chișinău.

Session des officiels.

Une séance avec les médias.

Une salle de réunion.

Pour les autres articles nationaux ou selon les autres juridictions, voir Centre d'information et de documentation sur l'OTAN.
Le Centre d'information et de documentation sur l'OTAN de la République de Moldavie (roumain : Centrul de Informare si Documentare NATO) est une organisation non gouvernementale, à but non lucratif, qui vise à promouvoir les valeurs et les principes euro-atlantiques, à soutenir la coopération entre la Moldavie et l’alliance de l’Atlantique du Nord et à informer le public moldave sur ces questions. Le Centre est situé sur le campus principal de l'université d'État de Moldavie dans la capitale Chișinău. Son ouverture en 2007 s'inscrit dans le cadre du plan d'action individuel pour le Partenariat que la Moldavie a signé avec l'OTAN en 2007.

## Histoire
Le Centre d'information et de documentation sur l'OTAN (CID OTAN) a été officiellement inauguré le 3 octobre 2007 à Chișinău en présence de Stefanie Babst, secrétaire générale adjointe déléguée de l'OTAN sur les questions de la diplomatie publique, Vitalie Vrabie, ministre moldave de la Défense, ainsi que des représentants du corps diplomatique et de la société civile moldaves. L'inauguration du Centre a été rendue possible grâce à l’appui du Ministère moldave des Affaires étrangères et de l’intégration européenne, du département de diplomatie publique de l’OTAN, et de l’ambassade de l’OTAN en Moldavie.
Le CID collabore avec l’Université d'État de Moldavie et crée des partenariats avec d’autres États et des administrations locales, des établissements d’enseignement, des organismes publics, des ONG internationales et associations non gouvernementales, en Moldavie et à l’étranger, sur la question du domaine des relations internationales, et notamment les relations euro-atlantiques.

## Activités
Le Centre soutient les objectifs du Plan d’action individuel pour le Partenariat Moldavie-OTAN (IFAP) et se donne pour but de familiariser les citoyens moldaves aux activités des institutions euro-atlantiques et d'aider au développement de la démocratie et de l’économie de marché en Moldavie et dans la zone euro-atlantique. Ses missions incluent :
- L'information des citoyens et des autres composantes de la société moldave sur les objectifs, le rôle et le fonctionnement des institutions de l'OTAN, par l’organisation de conférences, de séminaires, et la diffusion de communiqués de presse, de radio et de télévision.
- La formation sur les mécanismes de coopération entre la Moldavie et l'OTAN par le biais de conférences et de cours, et le développement des compétences des élèves moldaves en langues étrangères et technologies informationnelles.
- La promotion des initiatives et des projets bilatéraux internationaux, lancés en partenariat avec des institutions affiliées, et les structures de l’OTAN, ainsi que le soutien aux processus démocratiques, à la stabilité interne, régionale et internationale.